# الانتقال الرئاسي الأول لدونالد ترامب
بدأ التخطيط للانتقال الرئاسي لدونالد ترمب قبل فوز دونالد ترمب في الانتخابات الرئاسية الأمريكية في 8 نوفمبر 2016 بقيادة نائب الرئيس المنتخب آنذاك والحاكم السابق لولاية إنديانا مايك بنس. انتُخب ترمب رسميًا من قبل الهيئة الانتخابية في 19 ديسمبر 2016. وقد قاد كريس كريستي عملية الانتقال سابقًا حتى استُبدل وعدد من مؤيديه أو خفضت رتبتهم في 11 نوفمبر. صودق على النتائج من خلال جلسة مشتركة للكونجرس في 6 يناير 2017، وانتهى الانتقال عندما أدى ترمب القسم ظهرًا بتوقيت شرق الولايات المتحدة في 20 يناير 2017.

## إجراءات الانتقال
وفقًا لقانون الانتقال الرئاسي لما قبل الانتخابات لعام 2010، توفر مساحات مكتبية للفرق الانتقالية من قبل إدارة الخدمات العامة (جي إس أيه). الفرق الانتقالية مؤهلة أيضًا للحصول على تمويل حكومي للموظفين؛ بلغ الإنفاق على فريق ميت رومني الانتقالي في عام 2012 8.9 مليون دولار، كل الأموال التي خصصتها الحكومة الأمريكية.
بموجب القانون والعرف الفيدرالي الحاليين، أصبح مرشح الحزب الجمهوري مؤهلًا لتلقي إحاطات سرية للأمن القومي بمجرد إضفاء الطابع الرسمي على ترشيحه/ها في المؤتمر الوطني للحزب.

### المسؤوليات
تشمل المسؤوليات الرئيسية للانتقال الرئاسي تحديد وفحص المرشحين لما يقرب من 4000 منصب غير الخدمة المدنية في حكومة الولايات المتحدة التي تُرضي خدمتها الرئيس، ترتيب إشغال المساكن التنفيذية بما في ذلك البيت الأبيض ودائرة المرصد الواحد وكامب ديفيد، والتنسيق مع القيادة الاستراتيجية للولايات المتحدة لاستلام الرموز الذهبية، وإحاطة كبار موظفي الخدمة المدنية بأولويات سياسة الإدارة الجديدة.

### التطورات الأخيرة
سن الكونغرس الأمريكي في عام 2016 قانونًا من أجل تعديل قانون الانتقال الرئاسي يتطلب من الرئيس الحالي إنشاء (مجالس انتقالية) بحلول شهر يونيو من عام الانتخابات لتسهيل التسليم النهائي للسلطة.
في غضون ذلك، أطلقت الأكاديمية الوطنية للإدارة العامة (إن أيه بّي أيه) برنامجًا جديدًا يسمى (الانتقال 2016) في عام 2016. بقيادة إد ديسيف وديفيد إس سي تشو، وصف البرنامج من قبل (إن أيه بّي أيه) بأنه برنامج يقدم المشورة الإدارية والإجرائية للرائدين المرشحين في تشكيل فرق انتقالية.

## الجدول الزمني

### قبل الانتخابات
في أبريل 2016، التقى ممثلون عن حملة ترمب ، بالإضافة إلى حملات أربعة مرشحين جمهوريين آخرين، في نيويورك مع ممثلين عن الشراكة من أجل الخدمة العامة لتلقي إحاطة لمدة يومين ونظرة عامة على عملية الانتقال. وفقًا لكوري ليفاندوفسكي مدير حملة ترمب، بدأت الحملة بعد ذلك بوقت قصير في تنفيذ التوصيات المقدمة في الاجتماع. في أوائل مايو 2016، وبعد أن أصبح ترمب المرشح المفترض، أعلن مسؤولو الحملة الانتخابية أنهم سوف يسمون أعضاء فريق انتقالي رئاسي خلال الأسابيع المقبلة. في 6 مايو، ذكرت صحيفة نيويورك تايمز أن ترمب طلب من جاريد كوشنر بدء العمل على تشكيل فريق انتقالي معًا. عمل كوري ليفاندوفسكي وبول مانافورت مع كوشنر في اختيار رئيس انتقالي. بعد ثلاثة أيام، أعلن ترمب أن حاكم ولاية نيو جيرسي (والمرشح الرئاسي المنافس السابق) كريس كريستي قد وافق على تحمل المسؤولية.
في يوم الجمعة 3 يونيو 2016، اجتمع مجلس المديرين الانتقالي للوكالة لأول مرة في البيت الأبيض من أجل مراجعة الخطط الانتقالية لكل من الإدارات التنفيذية الرئيسية؛ لم ترسل حملتا ترمب ولا كلينتون ممثلين إلى هذا الاجتماع الأولي. في نفس الوقت تقريبًا، بدأ البيت الأبيض في نقل ملفاته الإلكترونية المتراكمة على مدار السنوات الثماني الماضية إلى أرشيف السجلات الإلكترونية التابع لإدارة المحفوظات والسجلات الوطنية لحفظها.
تعرض التخطيط الانتقالي لانتقادات شديدة بسبب تخلفه عن جهود التخطيط الانتقالي الأخيرة عندما ثبت أنه لم يوظف سوى حفنة من الموظفين بحلول أواخر يوليو. في ذلك الوقت، عين كريس كريستي محامي شركة من نيوجيرسي وعضو اللجنة الوطنية الجمهورية بالولاية بيل بالاتوتشي، بصفة مستشار عام؛ وبحسب ما ورد بدأ بالاتوتشي الاجتماع مع كبار أعضاء فريق ميت رومني الانتقالي لعام 2012 بعد ذلك بوقت قصير. في تلك الأثناء -في 29 يوليو- أجرى رئيس موظفي البيت الأبيض دينيس ماكدونو مكالمة هاتفية مع كريس كريستي لمناقشة إجراءات الانتقال. خلال المكالمة، أبلغ ماكدونو كريستي أن أنيتا بريكنريدج وأندرو مايوك سوف يكونان نقاط الاتصال الرئيسية للإدارة مع المضي قدمًا في حملة ترمب. ناقش الزوجان أيضًا التوفر المخطط للمكاتب في شارع 1717-بنسلفانيا لفريق ترمب الانتقالي، والذي كان من المقرر أن توفره إدارة الخدمات العامة اعتبارًا من 2 أغسطس 2016.
خلال الأسبوع الأول من أغسطس، افتتح مكتب ترمب الانتقالي رسميًا. وفي الشهر نفسه، عُين وليام ف.هاجرتي -العضو السابق في فريق ميت رومني الانتقالي- مديرًا للتعيينات بينما أُبقي على جون رادير، أحد كبار مساعدي رئيس لجنة العلاقات الخارجية بمجلس الشيوخ الأمريكي في منصب نائب مدير التعيينات. في مثال على كيف تجنبت عملية الانتقال من الاضطرابات والحقد في الحملة، بدأ ممثلو فريقي ترمب وكلينتون الانتقالي بعقد سلسلة من الاجتماعات مع بعضهم البعض، ومع مسؤولي البيت الأبيض من أجل التخطيط لتفاصيل عملية الانتقال.
بحلول أكتوبر، ورد أن الفريق الانتقالي قد نما إلى أكثر من 100 موظف، وكثير منهم من خبراء السياسة الذين أُحضروا على متن السفينة للتعويض عن ندرة موظفي السياسة الذين توظفهم حملة ترمب. على سبيل المثال: في أكتوبر 2016، عُين روبرت سميث ووكر، الرئيس السابق للجنة العلوم بمجلس النواب، مستشارًا لسياسة الفضاء.

### فور انتهاء الانتخابات
في الساعات الأولى من يوم 9 نوفمبر 2016، أفادت وسائل الإعلام أن ترمب سوف يحصل على عدد كافٍ من الأصوات في الهيئة الانتخابية للفوز في الانتخابات الرئاسية، ويصبح الرئيس الخامس والأربعين للولايات المتحدة. تنازلت المرشحة عن الحزب الديمقراطي هيلاري كلينتون عن الانتخابات له في وقت لاحق من ذلك اليوم.

#### تحسينات أمنية
قبل عودة ترمب إلى مقر إقامته الخاص في برج ترمب، بدأ جهاز الخدمة السرية للولايات المتحدة إجراءات أمنية لا تصدق! بما في ذلك إغلاق شارع شرق 56 أمام جميع حركة المرور، وتعزيز طوق من الشاحنات المحملة بالرمال التي وضعت حول المبنى. الليلة السابقة للدفاع عن الموقع من التعرض للاصطدام بسيارة مفخخة، ونشر فرق تكتيكية تابعة لإدارة شرطة مدينة نيويورك حول ناطحة السحاب. في غضون ذلك، أمرت إدارة الطيران الفيدرالية بفرض قيود على الطيران فوق وسط مانهاتن.

#### المصالح التجارية لترمب
بعد فوزه في الانتخابات، بدأ ترمب في نقل السيطرة على منظمة ترمب إلى المديرين التنفيذيين الآخرين للشركة، بما في ذلك أبنائه الثلاثة الأكبر سنًا. دونالد جونيور وإيفانكا وإريك ترمب في موقع ثقة عمياء. ووفقًا لبيان صادر عن منظمة ترمب في 11 نوفمبر، فإنها كانت في طور فحص الهياكل المختلفة بهدف النقل الفوري لإدارة منظمة ترمب ومحفظتها التجارية.
في مؤتمر صحفي في 11 يناير 2017، قال ترمب إنه وابنته الكبرى إيفانكا سوف يستقيلان من جميع المناصب الإدارية مع منظمة ترمب بحلول يوم التنصيب، 20 يناير. وبوجود إريك، جنبًا إلى جنب مع المدير المالي الحالي ألين فايسلبيرغ سوف يستمر ترمب في امتلاك الأعمال. في المؤتمر الصحفي، قدمت محامية ترمب شيري ديلون عرضًا تقديميًا جوهريًا حول الهيكل القانوني الذي قد وُضع لمنظمة ترمب خلال فترة الرئاسة. قال ديلون: لن تُبرم أي صفقات خارجية جديدة على الإطلاق خلال فترة رئاسة الرئيس ترمب، وسوف تخضع الصفقات المحلية الجديدة لعملية تدقيق قوية ولن يكون للرئيس ترمب أي دور فيها، من بين تأكيدات أخرى.